# Sara (Iloilo)
Pour les articles homonymes, voir Sara.
Sara est une municipalité de la province d'Iloilo, aux Philippines. En 2015, la localité compte 52 631 habitants.